# All the Stars
"All the Stars" é uma canção do rapper norte-americano Kendrick Lamar e da cantora com a mesma nacionalidade SZA, gravada para a trilha sonora do filme Black Panther. O seu lançamento ocorreu a 4 de janeiro de 2018 através das editoras discográficas Top Dawg Entertainment, Aftermath Entertainment e Interscope Records.

## Faixas e formatos
| Descarga digital |                 |         |  |
| N.º              | Título          | Duração |  |
| 1.               | "All the Stars" | 3:55    |  |

## Créditos
A canção atribui os seguintes créditos:
- Kendrick Lamar – vocais, composição;
- SZA – vocais, composição;
- Anthony Tiffith - composição;
- Sounwave – composição, produção;
- Al Shux – composição, produção;
- Matt Schaeffer – engenharia de gravação, engenharia de mistura;
- Mike Bozzi – engenharia de masterização;
- Sam Ricci – engenharia de gravação;
- James Hunt – engenharia de gravação.

## Desempenho comercial

### Posições nas tabelas musicais
| Tabela musical (2018)                        | Melhor posição |
| -------------------------------------------- | -------------- |
| Alemanha - Single-Charts                     | 27             |
| Austrália - ARIA Singles Chart               | 2              |
| Áustria - Ö3 Austria Top 40                  | 25             |
| Bélgica - Ultratop 50 (Flandres)             | 21             |
| Bélgica - Ultratip (Valónia)                 | 11             |
| Canadá - Canadian Hot 100                    | 7              |
| Dinamarca - Tracklisten                      | 12             |
| Escócia - Scottish Singles Chart             | 18             |
| Eslováquia - Singles Digitál Top 100         | 7              |
| Espanha - PROMUSICAE                         | 59             |
| Estados Unidos - Billboard Hot 100           | 7              |
| Estados Unidos - Billboard R&B/Hip-Hop Songs | 5              |
| Estados Unidos - Billboard Pop Songs         | 15             |
| França - SNEP                                | 21             |
| Hungria - Single Top 40                      | 33             |
| Irlanda - Top 100 Singles                    | 3              |
| Itália - FIMI                                | 34             |
| Malásia - RIM                                | 1              |
| México - Mexico Inglés                       | 1              |
| Noruega - VG-lista                           | 7              |
| Nova Zelândia - NZ Top 40 Singles            | 2              |
| Países Baixos - Mega Single Top 100          | 20             |
| Países Baixos - Dutch Top 40                 | 29             |
| Portugal - AFP                               | 2              |
| Reino Unido - UK Singles Chart               | 5              |
| Chéquia - Singles Digitál Top 100            | 9              |
| Chéquia - Radio - Top 100                    | 12             |
| Suécia - Sverigetopplistan                   | 9              |
| Suíça - Schweizer Hitparade                  | 18             |

### Certificações
| País           | Provedor          | Certificação |
| -------------- | ----------------- | ------------ |
| Austrália      | ARIA              | 2× Platina   |
| Bélgica        | BEA               | Ouro         |
| Brasil         | Pro-Música Brasil | Ouro         |
| Canadá         | Music Canada      | 2× Platina   |
| Estados Unidos | RIAA              | 2× Platina   |
| Itália         | FIMI              | Ouro         |
| Nova Zelândia  | RMNZ              | Platina      |
| Portugal       | AFP               | Ouro         |
| Reino Unido    | BPI               | Platina      |
| Suécia         | GLF               | Platina      |